# Therese Elssler
Therese Elssler,  född den 5 april 1808 i Wien, död den 19 november 1878 i Merano, var en österrikisk dansös. 
Therese Elssler var utmärkt i sin konst, framför allt ryktbar för sin kraft och smidighet; hon dansade mest i mansdräkt och uppträdde tillsammans med systern Fanny. 1850 ingick hon morganatiskt äktenskap med prins Adalbert av Preussen (då hon erhöll titeln "Freifrau von Barnim") och blev änka 1873.